# Élevage en Mongolie
L′élevage en Mongolie a longtemps constitué le principal secteur économique du pays. Les Mongols élèvent des chèvres, des moutons, des bovins (dont des yacks), des chevaux et des chameaux.

## Histoire
La Mongolie est l'une des trois régions du monde dans lesquelles des pratiques d'élevage sont apparues naturellement, les plus anciennes traces de nourrissage d'animaux par des groupes humains remontant à l'âge de la pierre. L'élevage fait partie intégrante du mode de vie de la population à l'âge du bronze. Il devient un pilier socio-économique de la Mongolie. 
La période socialiste voit, à partir de 1922, la création d'un réseau d'exploitations d'État pour rationaliser l'agriculture et l'élevage, mais sans remplacer les élevages privés. Ce système offre une sécurité d'emploi à des éleveurs salariés. Dans les années 1940, ce système s’essouffle. Une collectivisation forcée intervient dans les années 1960. Dans les années 1980, l'élevage fournit 80 % des matières premières du pays.
De 1990 à 1998, le système des fermes d'élevage collectives est progressivement démantelé, les éleveurs devenant propriétaires du cheptel dont ils s'occupent. Une distribution du bétail intervient en 1990, certains éleveurs revendent leur cheptel et utilisent l'argent récolté pour se sédentariser en ville. Entre 1999 et 2002, plusieurs zud (hivers particulièrement rudes) provoquent la ruine d'éleveurs peu expérimentés, poussant une partie d'entre eux à abandonner leurs activités pour tenter leur chance en ville, ou dans le secteur minier alors en plein essor. Il s'ensuit le déplacement d'environ 400 000 éleveurs vers la capitale Oulan-Bator, où ils se sédentarisent et s'installent généralement dans des bidonvilles. 
La part de l'élevage dans les activités économiques de la Mongolie a progressivement diminué. Au début du XXIe siècle, environ 35 % de la population mongole vit encore de cette activité. Les régions situées aux frontières de la Chine profitent d’opportunités commerciales permettant la vente des produits d'élevage.

## Types d'élevages
La pauvreté relative des terrains de pâturages, et surtout les conditions climatiques extrêmes, obligent à un mode d'élevage extensif basé sur le nomadisme. Ce pastoralisme nomade impose de déplacer les troupeaux l'hiver à la recherche de points d'eau non-gelés, et l'été pour trouver les terrains de pâture les plus riches.

### Moutons
Environ la moitié des animaux d'élevage du pays sont des moutons. Ils représentent une ressource essentielle de par leur laine, leur lait, leur cuir et leur viande. La tonte s'effectue traditionnellement à la fin du printemps. 

### Chèvres
L'élevage de chèvres compte pour environ 30 % du secteur, grâce à la demande mondiale en cachemire, qui peut constituer la seule ressource de certains éleveurs nomades. Traditionnellement, le peignage des chèvres s'effectue au mois d'avril, au retour des premières chaleurs. Des marchands ambulants Mongols et Chinois visitent les élevages d'avril à juin pour y récupérer le cachemire, négociant souvent pour l'année suivante. Les marchands chinois ont souvent les moyens de payer les éleveurs plus cher que les marchands mongols.
Le marché du cachemire crée des concentrations d'élevages de chèvres dans des zones vulnérables à la désertification.

### Chevaux

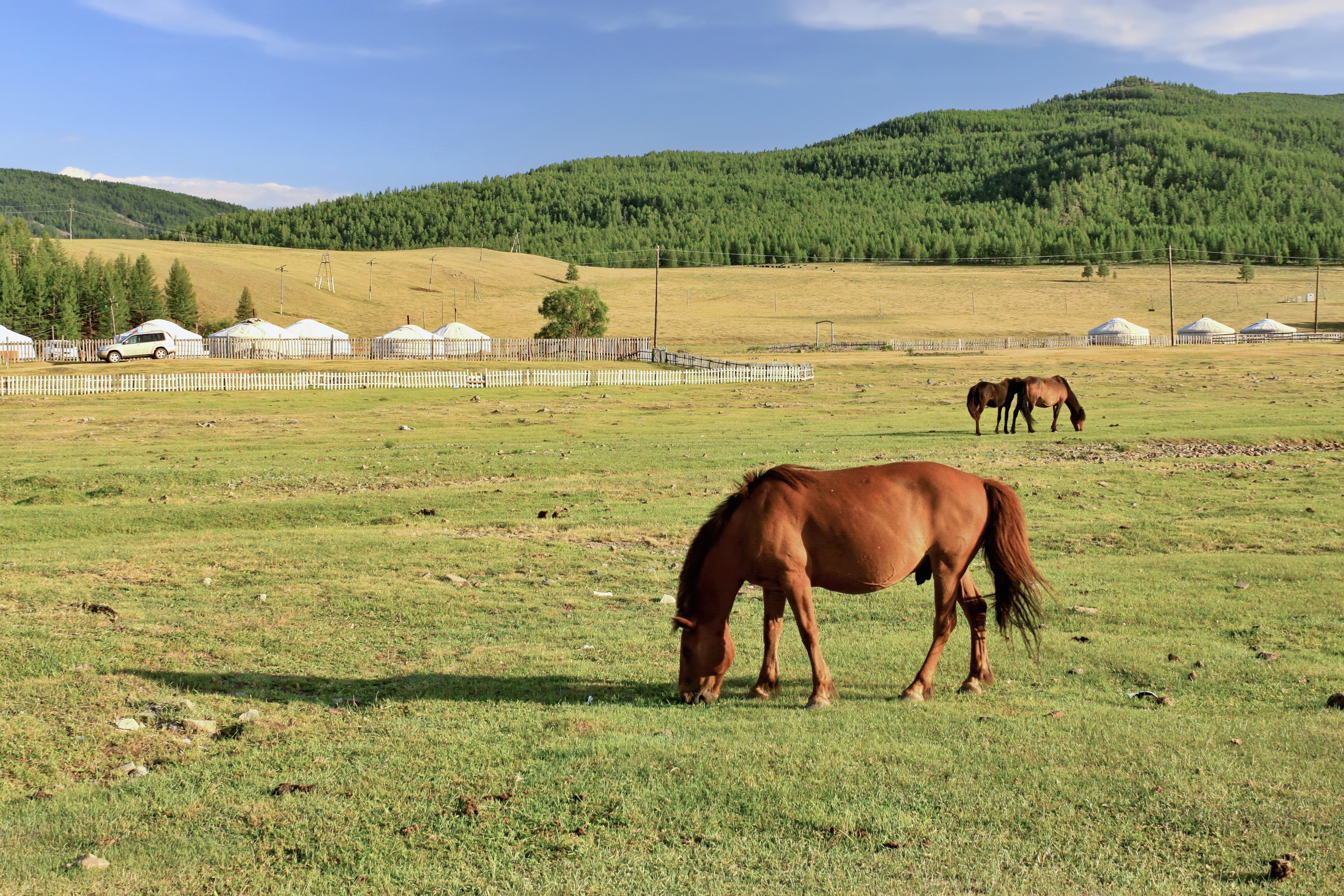
Chevaux mongols dans le parc national Gorkhi-Terelj.

Les chevaux comptent pour environ 8 % des animaux d'élevage, et se trouvent principalement au centre du pays.

### Chameaux

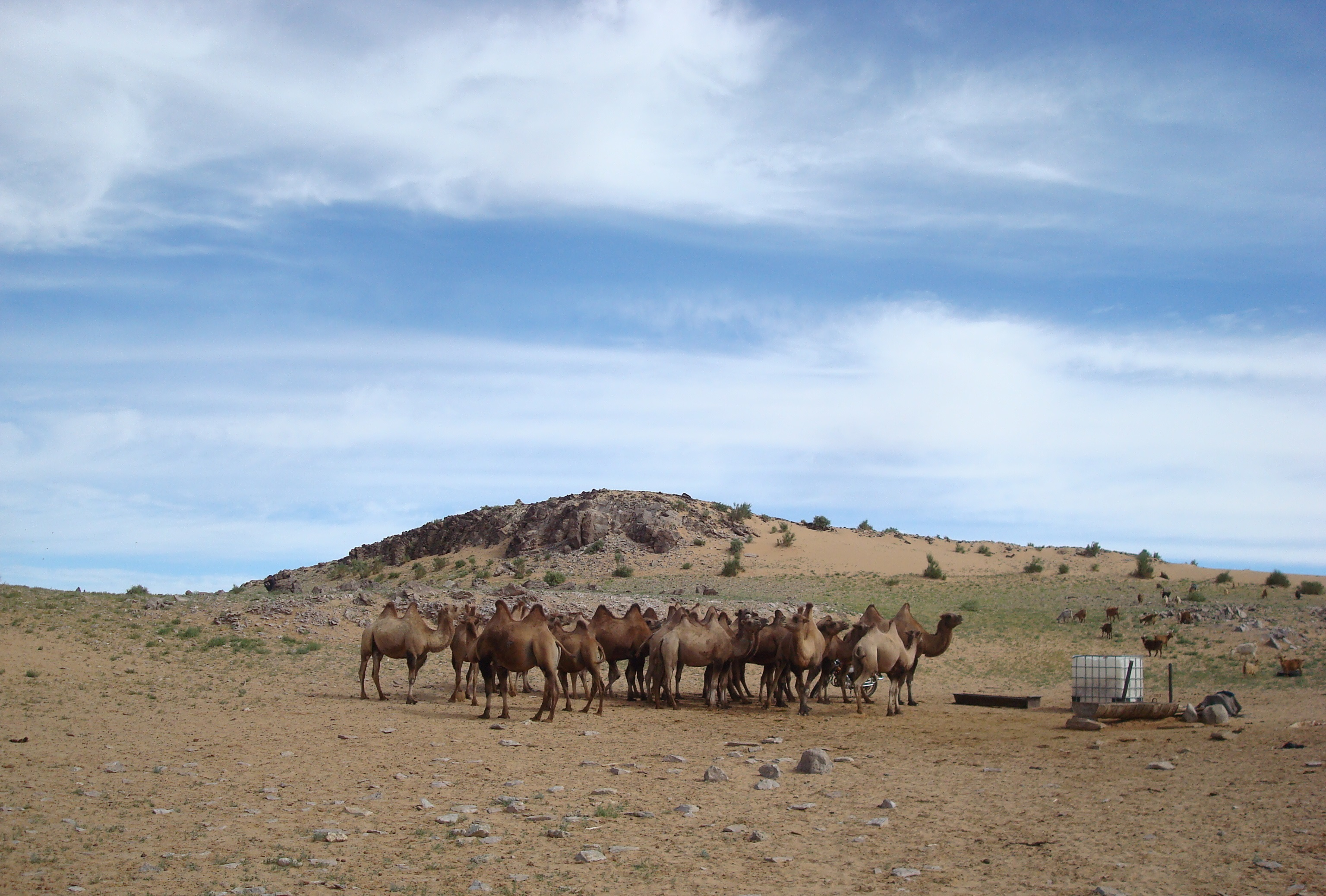
Troupeau de chameaux dans le désert de Gobi

Les chameaux représentent 1 % des animaux d'élevage du pays. Il s'agit essentiellement du chameau de Bactriane, endémique des déserts froids.

## Marché
L'adhésion de la Mongolie à l'organisation mondiale du commerce a entraîné une concurrence défavorable croissante pour les éleveurs locaux, en particulier à cause des pratiques des commerçants d'Oulan-Bator, qui privilégient le produit le moins cher au détriment de la production locale.